# Salmon Bay
Salmon Bay fait partie du Lake Washington Ship Canal qui passe par la ville de Seattle et qui relie le Lac Washington au Puget Sound. Il se trouve à l’ouest de Fremont Cut. 